# Isla Rondella
La isla Rondella, también llamada isla Redonda, es una isla volcánica situada al sur de La Manga del Mar Menor, en el término municipal de Cartagena (Región de Murcia).
Es, con sus 2,2 hectáreas de superficie, la isla más pequeña del Mar Menor, pero, como todas ellas, muy destacada por su forma circular y aspecto montuoso. Se sitúa al sur de La Manga, entre la isla del Ciervo y la isla del Sujeto, si bien bastante más hacia el interior del Mar Menor. Importante zona de nidificación de aves acuáticas, destacando por su importancia ornitológica su colonia de garcillas y garcetas. 

## Vulcanismo
Como el resto de las islas del Mar Menor, se trata de un antiguo cono volcánico submarino emergido hace unos 7 millones de años, durante el Mioceno superior. 

## Protección medioambiental
Se encuentra incluida dentro del espacio natural de Espacios abiertos e islas del Mar Menor, protegida con la categoría de parque natural y de Zona de especial protección para las aves. 
- Datos: Q23983410